# Castell d'Escalarre
El Castell d'Escalarre és al damunt -nord- del poble d'Escalarre, en el terme municipal de la Guingueta d'Àneu, en territori de l'antic municipi d'Unarre.